# Прелюдія (секс)

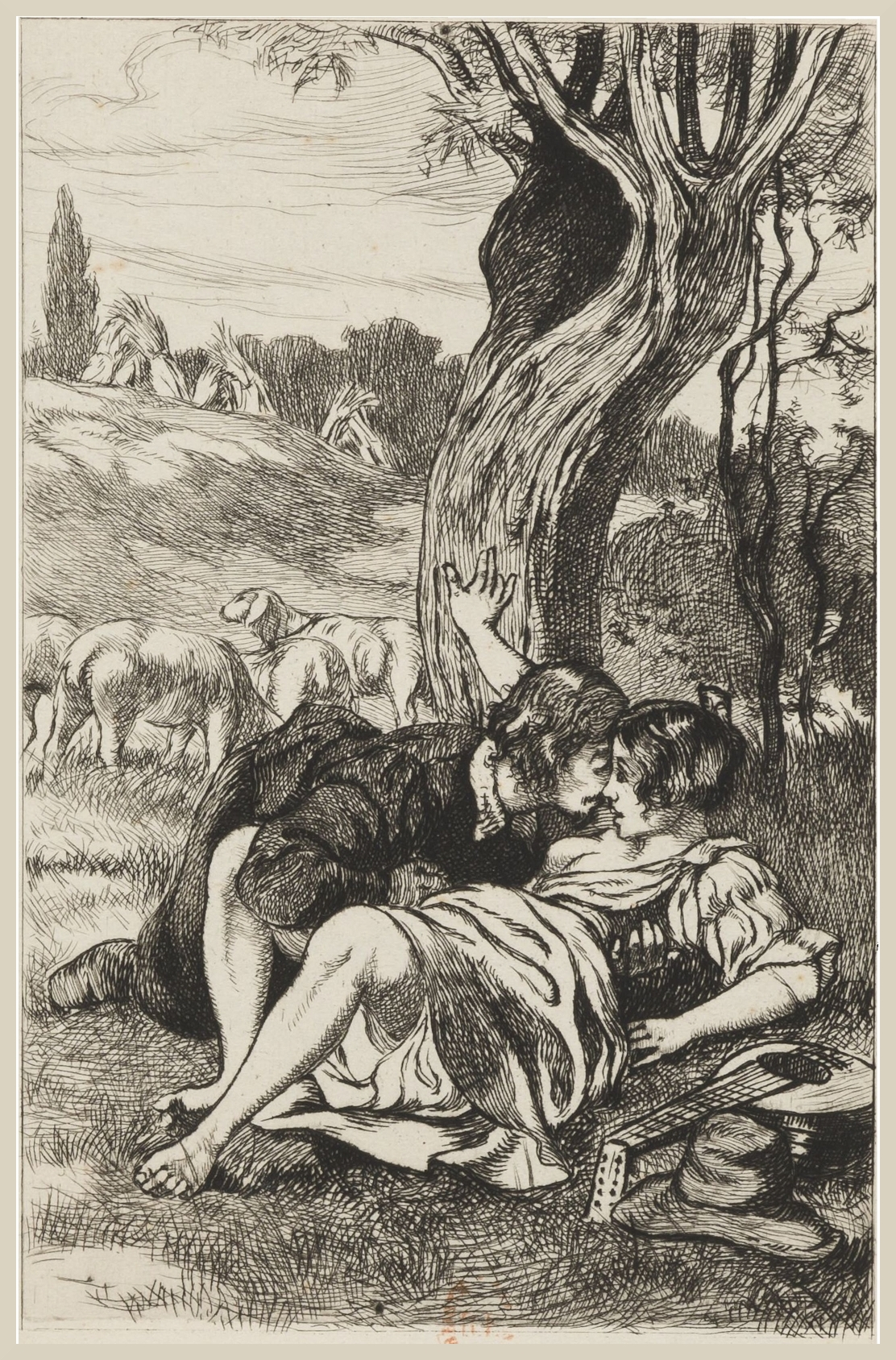
Мартін ван Маеле. Пара займається прелюдією на природі, 1925 р.

Прелю́дія до стате́вого а́кту, або попере́дні любо́вні пестощі (англ. foreplay) — викликання та попереднє посилення сексуального збудження перед проникаючим сексом (статевим актом зокрема). Під час прелюдії стимулюють ерогенні зони. Прелюдія — лише сходинка в ланцюзі дій, що утворюють цикл сексуальної реакції людини, проте вона передує решті й значно змінює їхню якість.
Цілі прелюдії:
- збільшення задоволення від сексуальної активності (розширення сексуальної насолоди за рамки геніталій);
- уникнення болю, дискомфорту та травм під час вагінального проникнення (шляхом достатнього зволоження вагіни та вульви, котре викликається сексуальним збудженням жінки);
- уможливлення чи покращення ерекції пеніса як додаткове джерело збудження чоловіка;
- забезпечення оргазму (що неможливий без сексуального збудження);
- поглиблення емоційного зв'язку між партнерами(-ками), якщо поєднувати прелюдію із фліртом,
- урізноманітнення сексуального життя новими враженнями.

Під час прелюдії стимулюють ерогенні зони, наприклад: соски, губи, язик, вуха, стегна, живіт, сідниці, шия, стопи чи будь-які інші частини тіла, стимуляція яких викликає збудження. Частини геніталій, безпосередньо задіяні в класичному статевому акті (пеніс та вагіна) також можуть стимулювати в ході прелюдії. Такі форми стимуляції як кунілінгус, фінгеринг, мануальна стимуляція геніталій, є формами непроникаючого сексу, проте стосовно статевого акту їх вважають прелюдією. Невагінальні проникнення (як-от анальний секс, феляція) теж належать до сексу. Лише проникнення пеніса у вагіну належить до статевого акту, що не можна вважати прелюдією.

## Дослідження
Згідно з опитуванням гетеросексуальних пар щодо тривалості статевого акту та прелюдії, жоден з партнерів у цих стосунках не був задоволений тривалістю прелюдії у своїх стосунках. В опитуванні взяли участь 152 пари, переважно з вищою освітою, які були задоволені своїм сексуальним життям. У цьому дослідженні, а також у порівнянні з деякими більшими дослідженнями, чоловіки краще сприймали бажаний статевий акт і тривалість прелюдії для своєї партнерки. Середній час, витрачений на статевий акт, становив 7 хвилин, а на прелюдію — 12 хвилин для пар, які брали участь в опитуванні. Ще одним результатом цього опитування стало те, що тривалість бажаної прелюдії для чоловіків і жінок була приблизно однаковою.

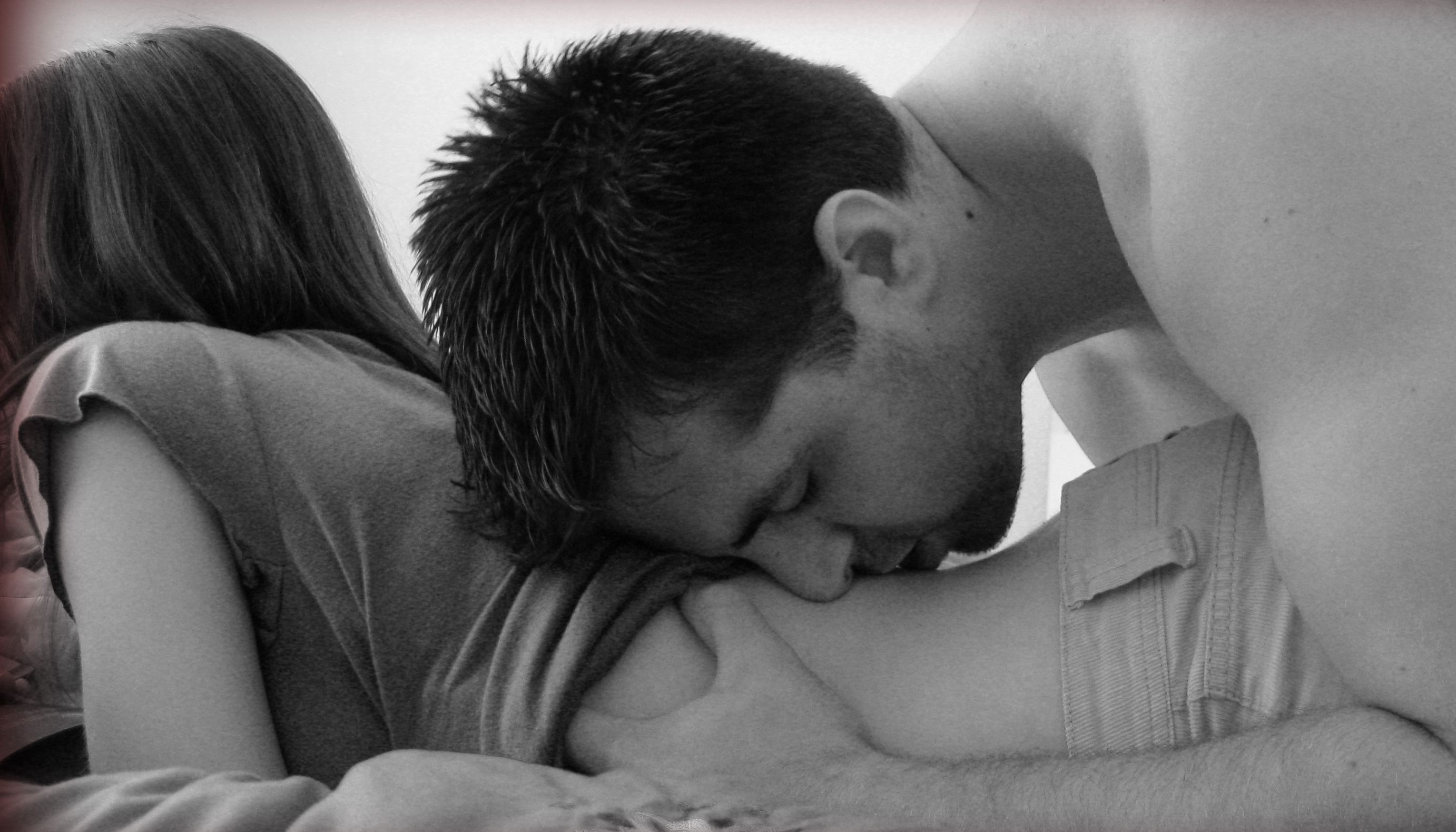
Прелюдія, поцілунки спини жінки, рухаючись до її стегон

У глобальному дослідженні близько 12 000 осіб із 27 країн на 6 континентах фізична прелюдія була оцінена як «дуже важлива» для 63% чоловіків і 60% жінок.
Згідно з дослідженням, проведеним серед людей, які перебувають у тривалих романтичних стосунках, використання порнографії та сексуальних медіа не відіграє ролі у задоволенні від часу, витраченого на прелюдію, хоча на інші аспекти сексуального задоволення цей тип сексуальних медіа може впливати. Це означає, що прелюдія є важливою частиною сексуального сценарію, а соціальні впливи на сексуальний сценарій, такі як порнографія та провокаційні сексуальні медіа, не впливають на прелюдію. Час, витрачений на прелюдію, є важливою частиною сексуального збудження і є унікальним для кожної людини, і люди все ще потребують однакової кількості прелюдії для того, щоб стати сексуально збудженими, попри те, що вони дізнаються з порно.

## Форми
Формами прелюдії можуть бути доторки, поцілунки, погладжування, дмухання, стимуляція предметами чи речовинами різних частин тіла партнера (партнерки) у таких формах, наприклад, як:
- Обійми
- Розмова, шепотіння
- Поцілунки
- Посмоктування (пальців рук чи ніг, частин обличчя, вуха чи його мочки тощо)
- Масаж
- Петинг
- Рольова гра, елементи БДСМ (наприклад, зв'язування)